# Juliusz Wiernicki
Juliusz Mateusz Wiernicki (ur. 26 grudnia 1992 w Piotrkowie Trybunalskim) – polski samorządowiec i przedsiębiorca, od 2024 prezydent Piotrkowa Trybunalskiego.

## Życiorys
W młodości mieszkał i pracował w Wielkiej Brytanii. Ukończył liceum ogólnokształcące funkcjonujące w ramach Zespołu Szkół Ponadgimnazjalnych nr 1 w Piotrkowie Trybunalskim i studia z zarządzania i doradztwa personalnego. Kształcił się podyplomowo w zakresie projektowania i architektury wnętrz na Akademii Sztuk Pięknych w Łodzi. Był stażystą w Sądzie Okręgowym w Piotrkowie Trybunalskim. Od 2016 prowadził przedsiębiorstwo z branży sprzedaży i wyposażenia wnętrz.
Wstąpił do Platformy Obywatelskiej. W 2023 bez powodzenia kandydował do Sejmu z listy Koalicji Obywatelskiej. W wyborach samorządowych w 2024 był kandydatem na prezydenta miasta z ramienia KWW Z Sercem dla Piotrkowa (konkurował m.in. z kandydatką KO Marleną Wężyk-Głowacką). W pierwszej turze zdobył 22,45% głosów (zajmując drugie miejsce). W drugiej turze poparło go 60,61% głosujących, tym samym pokonał rządzącego miastem od 2006 Krzysztofa Chojniaka. Urząd prezydenta objął 6 maja 2024.